# Barb Mucha
Barb Mucha (Parma Heights, 1 december 1961) is een Amerikaanse golfprofessional. Ze was van 1987-2007 actief op de LPGA Tour. Mucha debuteerde in 2007 op de Legends Tour.

## Loopbaan
Voordat Mucha debuteerde op de LPGA Tour, in 1987, golfde ze op de Futures Tour waar ze zes golftoernooien won.
Op de LPGA Tour behaalde Mucha haar eerste zege op 5 augustus 1990 door de Boston Five Classic te winnen. Ze won toen de play-off van Lenore Rittenhouse. Op 10 mei 1998 behaalde ze haar vijfde en laatste LPGA-zege door de Sara Lee Classic te winnen. In 2007 golfde ze haar laatste seizoen op de LPGA Tour.
In 2007 maakte Mucha haar debuut op de Legends Tour en ze behaalde in 2012 haar eerste Legends-zege door de Wendy's Charity Challenge te winnen.

## Erelijst

### Professional
LPGA Tour
| Nr. | Datum            | Toernooi                         | Score           | Score | Info                                                            |
| --- | ---------------- | -------------------------------- | --------------- | ----- | --------------------------------------------------------------- |
| 1   | 5 augustus 1990  | Boston Five Classic              | 71-70-67-69=277 | –11   | Won de play-off van Lenore Rittenhouse                          |
| 2   | 31 mei 1992      | Oldsmobile Classic               | 70-70-65-71=276 | –12   |                                                                 |
| 3   | 5 september 1994 | State Farm Rail Classic          | 67-69-67=203    | –13   |                                                                 |
| 4   | 21 april 1996    | Chick-fil-A Charity Championship | 68-70-70=208    | –8    |                                                                 |
| 5   | 10 mei 1998      | Sara Lee Classic                 | 67-69-69=205    | –11   | Won de play-off van Donna Andrews, Jenny Lidback en Nancy Lopez |

Futures Tour
- 1985: St. George Invitational
- 1986: Ravines Classic, Turkey Creek Classic, River Edge Classic, Prescott Classic, TECH Futures Classic

Legends Tour
- 2012: Wendy's Charity Challenge

## Teamcompetities
Professional
- Handa Cup ( USA): 2013